# Antoine Richepanse

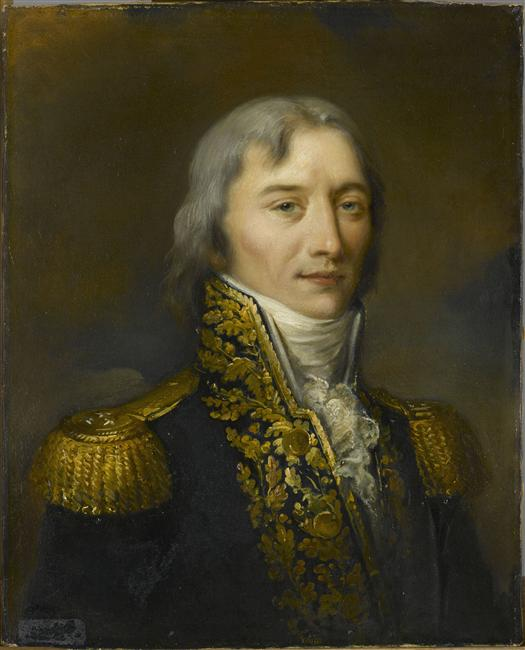
Porträt von Louis-Édouard Rioult (1846)

Antoine Richepanse (* 25. März 1770 in Metz; † 3. September 1802 in Basse-Terre, Guadeloupe) war ein französischer General und Kolonialverwalter.

## Leben
Richepanse wurde in Metz als Sohn eines Offiziers des 4. Dragonerregiments geboren. Zu Beginn der Französischen Revolution zeichnete sich Richepanse in den ersten Schlachten des Französischen Revolutionskriegs aus, wonach er 1794 zum Brigadegeneral befördert wurde.
Nachdem er 1796 in den Schlachten bei Siegburg und Altenkirchen gekämpft hatte, wurde er zum Divisionsgeneral befördert. Im Jahr 1797 kämpfte er in der Armée de Sambre-et-Meuse unter dem Kommando von Lazare Hoche. Richepanse zeichnete sich in der Schlacht bei Neuwied aus, wo die Österreicher etwa 1500 bis 5000 Mann, sieben Kanonen, fünfzig Munitionswagen und fünf österreichische Fahnen verloren. Im Jahr 1800 gehörte er zur Armée du Rhin unter Jean-Victor Moreau, die die Österreicher bei Hohenlinden besiegt hatten, wobei er eine herausragende Rolle spielte.

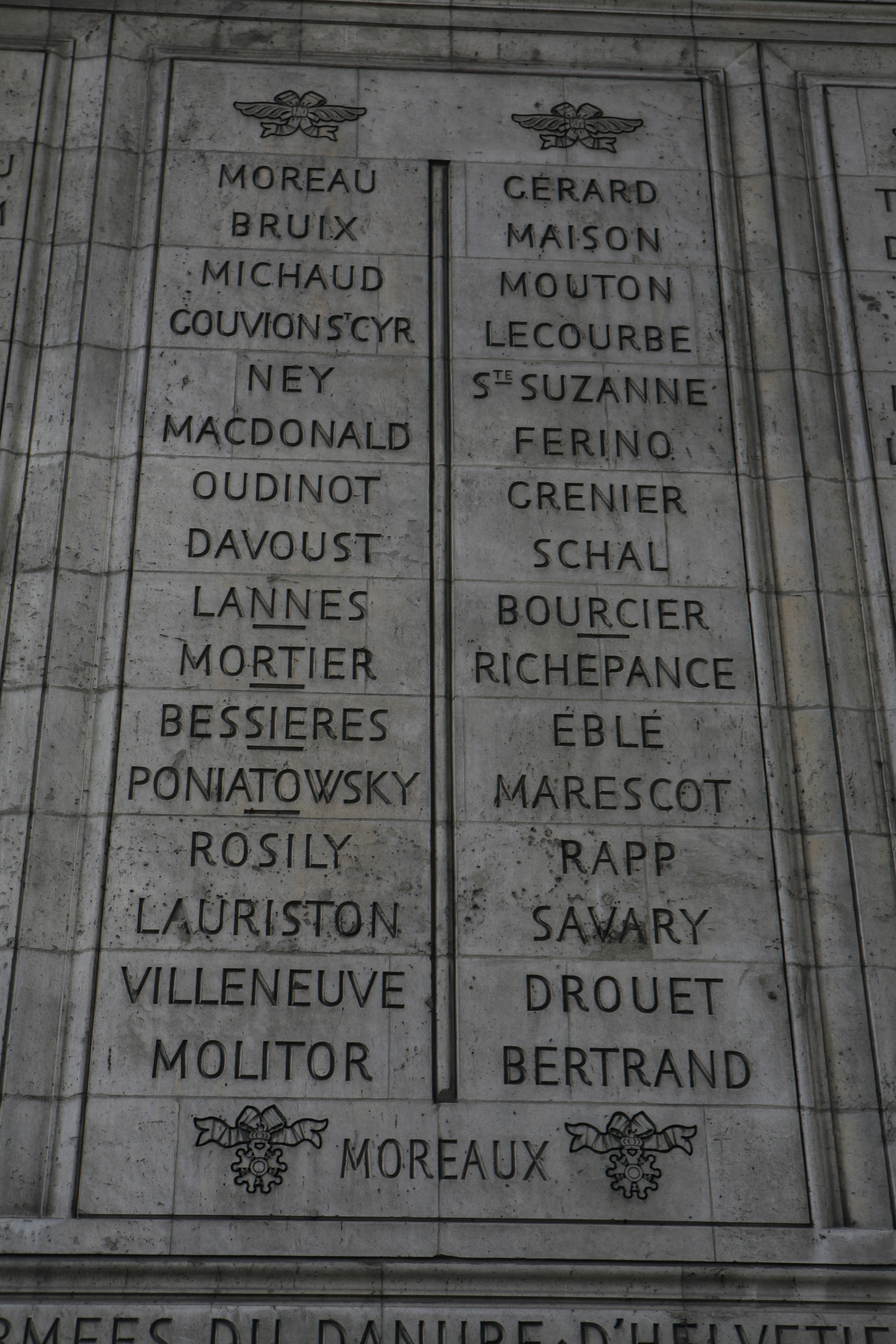
Antoine Richepanse' Name auf dem östlichen Pfeiler des Triumphbogens in Paris

Im März 1802 wurde er von Napoléon Bonaparte zum Gouverneur von Guadeloupe ernannt, worauf er im April 1802 von Brest aus in See stach, dort angekommen jedoch bereits nach wenigen Monaten an Gelbfieber erkrankte und am 3. September 1802 verstarb.